# Luitpoldplatz 16 (Sulzbach-Rosenberg)

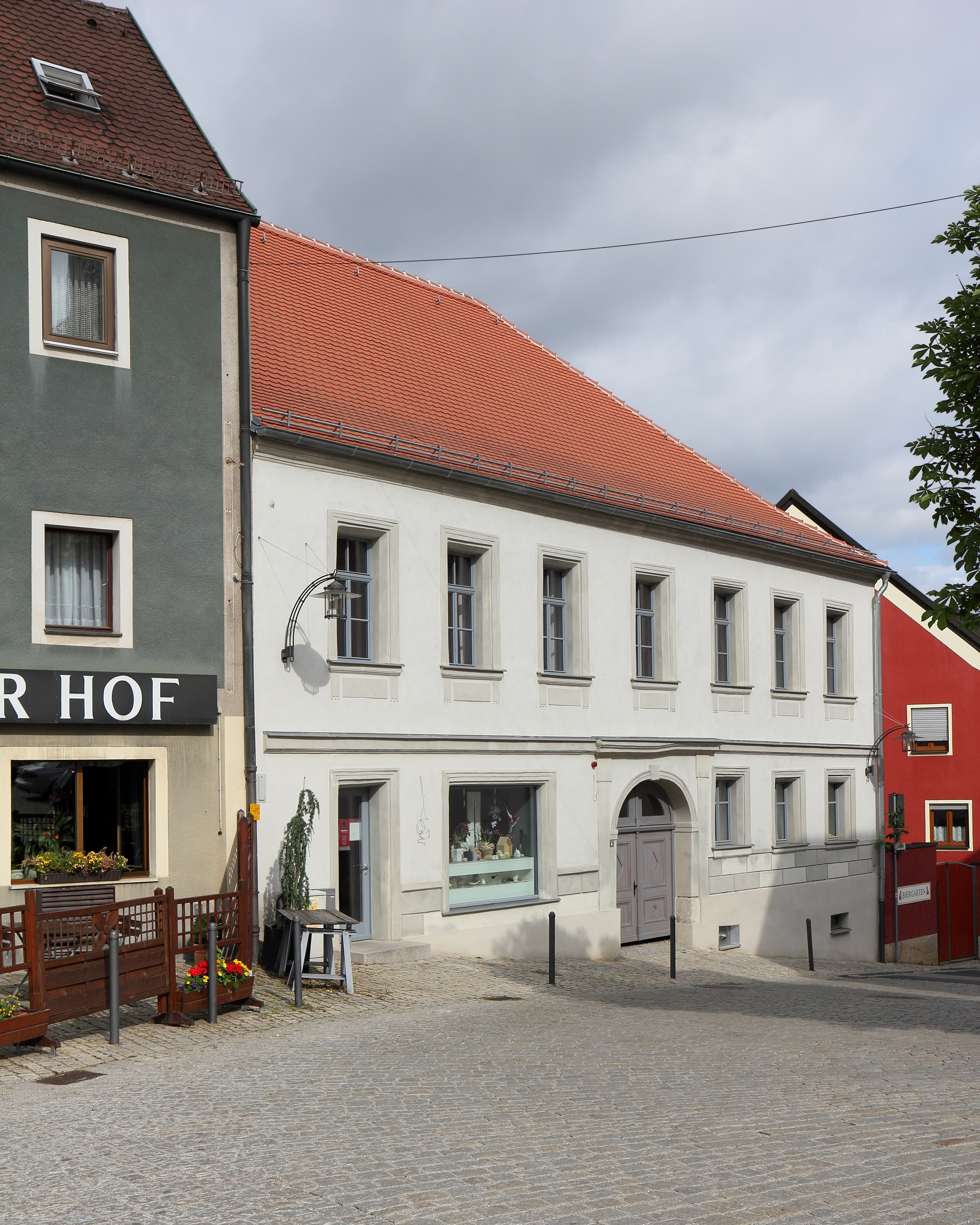
Haus Luitpoldplatz 16 in Sulzbach-Rosenberg

Das Gebäude Luitpoldplatz 16 in Sulzbach-Rosenberg, einer Stadt im Oberpfälzer Landkreis Amberg-Sulzbach, wurde in der ersten Hälfte des 19. Jahrhunderts errichtet. Das ehemalige Ackerbürgerhaus in zentraler Lage ist ein geschütztes Baudenkmal.

## Beschreibung
Der zweigeschossige, verputzte Massivbau im Stil des Klassizismus besitzt ein Korbbogentor. Das Haus mit sieben Fensterachsen zur Straßenseite wird von einem einseitig abgewalmtem Satteldach gedeckt. 
Teile von Vorgängerbauten haben sich im Keller und im Erdgeschoss erhalten. Seit Abschluss der Instandsetzung werden die Kellerräume als Gasträume genutzt. 
Der Besitzer Hans Ertel erhielt 2016 für die vorbildliche Instandsetzung des Hauses die Denkmalschutzmedaille des Freistaates Bayern.